# Исламская революция
Исламская революция (перс. انقلاب اسلامی‎ — Enghelâb-e eslâmi), Иранская революция, Революция 1979 года — цепь событий в Иране, результатом которых стали эмиграция шаха Мохаммеда Реза Пехлеви, упразднение монархии и установление новой администрации, которую возглавил аятолла Хомейни.
Датой начала революции в Иране принято считать 8 января 1978 года, когда первая крупная антиправительственная демонстрация в Куме была подавлена с необоснованной жестокостью. В течение всего 1978 года в различных городах Ирана представители исламского духовенства организовывали демонстрации, решительно разгонявшиеся войсками, в том числе шахской гвардией и подавлявшиеся САВАК. К концу года революционеры перешли к тактике политических стачек (забастовок), что полностью парализовало экономику. Будучи более не в силах удерживать власть в своих руках, шах передал власть премьер-министру из числа умеренных оппозиционеров и бежал из страны.
1 февраля 1979 года в Иран вернулся опальный аятолла Хомейни, который взял власть в свои руки. Было назначено новое переходное правительство. В марте был проведён референдум о новом политическом устройстве, и 1 апреля 1979 года Иран был объявлен первой исламской республикой.
Исламская революция в Иране стала одним из ключевых событий XX века и имела огромное историческое значение для всего мира. Установление прочной исламской власти в богатом углеводородами Иране поставило под сомнение неформальное лидерство суннитской Саудовской Аравии в мусульманском мире.

## Предыстория
Последний иранский шах, Мохаммед Реза Пехлеви, пришёл к власти в 1941 году после ввода в страну британских и советских войск и отречения от престола своего отца Резы Пехлеви, правившего в 1925 — 41 гг. Его правление Ираном было прервано в 1953 году в результате обострения противоречий с Народным Фронтом — коалицией политических организаций, представляющих интересы иранских предпринимателей и духовенства. Возглавлял его премьер-министр Мохаммад Моссадык, который национализировал находящиеся в частных (по большей части английских) руках нефтедобывающие компании. США и Великобритания в ответ на это объявили бойкот иранской нефти, а 19 августа 1953 года в результате спонсируемого западными странами переворота, к власти пришла коалиция прозападных сил, Моссадык был силой отстранён от власти и арестован. Шах вернулся в Иран и содействовал возвращению нефтяной промышленности прежним владельцам.
В дальнейшем шах проводил радикальную вестернизацию Ирана. Во внешней политике он безусловно ориентировался на США. Так, шахский Иран был единственным исламским государством, поддерживающим дружеские отношения с Израилем. Шах поддерживал проамериканские режимы в Чаде, Сомали и Омане. Любая оппозиция монархии была запрещена и жестоко подавлялась спецслужбой САВАК, применявшей изощрённую жестокость. Поскольку многие активные сторонники Национального фронта Ирана были физически уничтожены или бежали из страны, единственной силой, противостоящей шаху, осталось духовенство, одним из ярких представителей которого был священник из Кума Рухолла Хомейни. Духовенство опиралось на самую бедную часть населения религиозных исламских общин, где авторитет шаха был минимальным.
Хомейни осуждал прозападную внешнюю и внутреннюю политику шаха. Вслед за его арестом 5 июня 1963 года по Ирану прошла серия демонстраций и акций протеста, в результате силового разгона которых погибло от 86 (по официальной информации) до 15 тысяч (по информации протестовавших) человек. Хомейни был помещён под домашний арест, но через 8 месяцев вновь вышел на свободу и продолжил антишахскую деятельность. В ноябре 1964 года Хомейни был арестован и выслан из страны.
В эмиграции Хомейни продолжил антишахскую деятельность. В своём главном труде, «Исламское государство» (перс. ولایت فقیه‎ — Велайят-е факих), он изложил основные принципы государственного устройства, которое потом будет названо исламской республикой. Книги и аудиокассеты с выступлениями имама контрабандой перебрасывались в Иран и распространялись среди населения, читались в мечетях.
Тем временем, политика Пехлеви практически не изменилась. В 1970-х произошёл целый ряд событий, усугубивших положение монархии.
Так, в 1971 году широко отмечалось 2500-летие персидской монархии в археологическом комплексе Персеполис. К специальному приёму, на который были приглашены исключительно зарубежные гости, власти заготовили более тонны осетровой икры. Особое раздражение среди населения вызвал тот факт, что в то же время в Систане, Белуджистане, и даже в Фарсе (месте проведения торжеств) была сильная засуха и угроза голода.
Нефтяной бум, последовавший за кризисом 1973 года, стал причиной небывалой инфляции. При этом в Иран были приглашены десятки тысяч иностранных специалистов, которые стали внедрять американское оборудование нефтедобычи.
Госаппарат был насквозь коррумпирован. В 1976 году шах решил заменить традиционный иранский календарь, теперь летоисчисление шло от восхождения Кира Великого на царский престол. Последней каплей стала противоречивая смерть 23 октября 1977 года в Эн-Наджафе старшего сына Хомейни — Мостафы. Хотя официальной версией смерти был сердечный приступ, версия об убийстве была более распространённой.

### Рождение оппозиции
В 1977 году под давлением администрации президента США Джимми Картера шах ослабил репрессии против критиков режима и освободил несколько сотен политических заключённых. В Иране начали на легальной либо полулегальной основе появляться группы политической оппозиции: конституционалисты, марксисты и исламисты. Легальная деятельность оппозиции позволила канализовать протестные настроения в иранском обществе, связанные с притеснением религии, внутриполитическим курсом на персидский национализм в сочетании с проамериканской внешней политикой, политикой «государственного капитализма» на фоне массовой бедности.
Основную массу активных оппозиционеров составляли духовенство и интеллигенция, пользовавшиеся доверием широких слоёв населения, особенно в регионах, населённых национальными меньшинствами (Курдистане, Лурестане и Иранском Азербайджане). В целом оппозиция группировалась вокруг идей наднационального «исламского социализма», которые в зависимости от конкретной политической партии трансформировались в ту или иную сторону с разной степенью радикализма.
Конституционалисты, костяк которых составлял Национальный фронт Ирана, выступали за создание конституционной монархии с демократическими парламентскими выборами.
Марксисты из-за плохой организации сдали свои позиции. Крупнейшей партией левого толка в Иране была «Партия народных масс Ирана», пользовавшаяся непосредственной поддержкой Советского Союза. Левые выступали за силовую смену власти и физическое устранение шаха. Они сыграли свою роль в победе революции, однако из-за антиклерикальной позиции в первый свободно избранный парламент не вошли.
Среди исламистов особенно выделялось Движение за свободный Иран, в рядах которого был первый премьер-министр послереволюционного Ирана Мехди Базарган. Участники движения выступали за смену власти без крови, в рамках закона.
Последователи Хомейни организовали Общество борющегося духовенства, куда вошли Муртаза Мутаххари, Мохаммад Бехешти и Али Акбар Хашеми Рафсанджани, которые после победы революции займут высокие государственные посты.

## Начало революции
Непосредственным началом Исламской революции принято считать события января 1978 года в Куме (традиционно религиозном городе), когда демонстрация студентов против клеветнической статьи о Хомейни в государственной газете была расстреляна полицией. По официальным данным, в ходе усмирения беспорядков погибли 2 студента. По данным демонстрантов — 70 человек. По шиитской традиции, поминальные службы о погибшем идут 40 дней, и через 40 дней после разгона демонстрации в Куме, 18 февраля бунт вспыхнул в Тебризе (его подавление также привело к человеческим жертвам), затем всё повторялось: 29 марта и 10 мая и далее волнения возникали во всех крупных городах.
Шах, в надежде успокоить население, обещал провести свободные выборы в июне. Кроме того, Мохаммед Реза Пехлеви попытался предпринять срочные антиинфляционные меры, которые привели только к массовым увольнениям рабочих. Без персонала, в большинстве своём примкнувшего к демонстрантам, заводы начали простаивать. К ноябрю 1978 года экономика Ирана была окончательно подорвана массовыми стачками.

### Расстановка внутриполитических сил в стране к началу революции
Отношение иранских вооруженных сил Ирана к революционным потрясениям в течение всего 1978 г. следует отличать по следующим критериям: генералы; высшие офицеры и унтер-офицеры; солдаты / новобранцы.
Генералы. Данная категория военных отличалась безусловной лояльностью к шаху. Высшие военные чины Ирана, лишенные политических амбиций, с началом беспорядков в стране стали проявлять некоторую активность (непонятно какую). Тем самым, армия показала собственную политическую волю, настаивая на замене правительства Джамшида Амузегара. Однако, новое правительство Джафара Шариф-Эмами не отвечало в полной мере запросам руководства вооруженных сил несмотря на то, что военное положение было введено в 12 иранских городах. В начале ноября правительство Шарифа-Эмами ушло в отставку, его место занял начальник Генерального штаба, генерал Голям Реза Азхари. Вооруженные силы полностью поддерживали шаха и постоянно пытались доказать свою лояльность.
Лояльность старших офицеров была сфокусирована на личности шаха. Даже отречение шаха в пользу своего сына вряд ли привело бы к измене монарху.
Данная лояльность к шаху прошла серьезное испытание, когда были арестованы бывший премьер-министр Амир Аббас Ховейда и бывший глава САВАК генерал Нематолла Нассири. Но среди высшего офицерства по этому поводу не возникло большой неопределенности. Преданность династии оставалась непоколебимой.
Несмотря на заверения генерала Азхари о прекращении беспорядков в Иране, властям не удалось взять ситуацию под контроль. Это вызвало брожение среди части высшего офицерства, которые настаивали на применении более репрессивных мер в отношении демонстрантов.
Высшие офицеры и унтер-офицеры. Высшие офицеры не были критически настроены в отношении монархии, но среди них началось некое брожение, которое являлось скорее всего отголоском тех бурных революционных протестов, охвативших Иран.
В сентябре 1978 г. в Тегеране были развернуты следующие подразделения: дивизия имперской гвардии, состоявшая из 3-х бригад и 3-х отдельных батальонов. Помимо этого подразделения, включавшего в себя имперскую гвардию (которая дислоцировалась в Тегеране), была еще одна отдельная бригада и резерв в составе 12 батальонов боевого обеспечения, и вспомогательные подразделения. По некоторым данным, имперская гвардия, и, в частности, телохранители шаха, набирались из меньшинств; спецназ 23-й бригады, дислоцированный в Тегеране; бригада 16 пехотной дивизии Казвина. Наиболее надежной считалась жандармерия, в которую набирались лица из детских домов, а следовательно, их лояльность к шаху была изначальной.
Солдаты / новобранцы. Отношение этой группы к монархии вызывало много неопределенности. Был зафиксирован ряд случаев неповиновения во время охраны общественного порядка. Беспрекословным подчинением шахиншаху характеризовались подразделения имперской гвардии «бессмертные», психологически подготовленные выступить против всех тех, кто восстанет против монархии. Иранские вооруженные силы в своей массе сохраняли преданность династии и принимали активное участие в кровавом подавлении демонстрации.

### Реакция США
Не в силах предпринять что-либо ещё, шах обратился за помощью к США. Иранский посол в Вашингтоне Ардешир Захеди предпринимал серьёзные усилия, чтобы задействовать американские ресурсы для помощи шахскому режиму (для лучшего понимания собеседниками, Захеди даже представлял революционные демонстрации как «устроенные коммунистами»). Однако Президент США Картер не решился оказать военную поддержку режиму Пехлеви, поскольку даже в западной прессе шах подвергался жёсткой критике за репрессии против оппозиции и нарушения прав человека. В администрации американского президента произошёл раскол относительно того, стоит ли вводить в Иран войска. Советник по национальной безопасности Збигнев Бжезинский выступал за интервенцию, тогда как многие сотрудники Государственного департамента считали, что революцию уже невозможно предотвратить никакими средствами. Делегации американских государственных деятелей несколько раз в течение 1977—1978 годов встречались с шахом, однако никакой единой позиции за это время выработать не удалось. Обострились социально-политические противоречия в стране, которым в значительной мере способствовали результаты так называемой Белой революции — реформ, проводившихся в начале 1960-х — 1-й половине 1970-х монархическим режимом во главе с шахом Мохаммадом Резой Пехлеви с целью преодоления внутриполитического кризиса.

### Военное положение
После пожара в кинотеатре Рекс в Абадане 20 августа 1978 г., в результате которого погибло более 500 человек, в сентябре шах ввёл в стране военное положение, предусматривавшее запрет на любые демонстрации. Несмотря на запрет, массовая акция протеста прошла в Тегеране 8 сентября 1978. По информации протестующих, в разгоне акции участвовала техника. Погибли 84 мужчины и 3 женщины, по данным протестующих жертвы «Чёрной пятницы» исчислялись тысячами.
События в Тегеране послужили началом всеобщей забастовки работников нефтяной промышленности. В октябре практически все нефтедобывающие предприятия, НПЗ, нефтеналивные порты остановились. Вслед за этим, к концу года, прекратили работу все предприятия тяжёлой промышленности, машиностроения, металлургии. 2 декабря в Тегеране прошла 2-миллионная демонстрация с требованием сместить шаха.

### Бегство шаха
16 января 1979 года Мохаммед Реза Пехлеви вместе с шахбану бежали из Ирана по настоянию премьер-министра Шапура Бахтияра. Это событие вызвало ликование в среде протестующих. Толпы тегеранцев срывали со зданий барельефы, портреты и прочие символы последней иранской династии. Премьер-министр Бахтияр распустил САВАК, освободил политических заключённых, а также велел армейскому начальству не препятствовать демонстрантам и пообещал в ближайшее время провести в Иране свободные выборы. Через некоторое время он связался с Хомейни и попросил его вернуться в Иран для помощи в составлении новой конституции.
Перед тем как покинуть страну, шах согласился на учреждение Регентского совета.

## Победа революции
1 февраля 1979 года аятолла Хомейни вернулся в Иран после 15-летней ссылки. В столичном аэропорту Мехрабад его встречали восторженные тегеранцы. На улицы города вышли миллионы людей с портретами аятоллы, кричащие «Шах ушёл, Имам пришёл!». В тот же день Хомейни отверг предложение Бахтияра о создании правительства «национального единства».
Сразу после приземления Хомейни направился на кладбище Бехеште-Захра, в южном пригороде Тегерана. Там он произнёс свою 20-минутную речь, в которой назвал «самого Бахтияра, его правительство, его парламент и всех его приспешников незаконными» и обещал «выбить зубы этому режиму».
4 февраля он сам назначил премьер-министра, которым стал Мехди Базарган. Бойцы сил правопорядка переходили на сторону последователей Хомейни. Командующий сухопутными войсками генерал Абдол Али Бадреи разработал план государственного переворота и установления военной диктатуры для реставрации власти шаха, однако время для него было уже упущено.
9 февраля в аэропорту Мехрабад произошёл бой между «хомейнистами» и лояльными Бахтияру шахскими гвардейцами, начавшийся с мелкого спора. Бой перекинулся на весь город и приобрёл уличный характер. Сторонники Хомейни взяли под контроль полицейские участки, военные части и начали раздавать оружие населению. В этих условиях фактического начала гражданской войны Высший военный совет (Генштаб) по инициативе генерала Аббаса Карабаги 11 февраля объявил о своём нейтралитете; командующий шахской гвардией генерал Али Нешат заявил о «солидарности с революцией». Попытку вооружённого сопротивления предпринял генерал Бадреи, но она была подавлена, сам Бадреи убит.
Шапур Бахтияр бежал во Францию, где основал Национальное движение сопротивления, оппозиционное Хомейни. Убит в 1991 году.

## Азербайджанский фактор

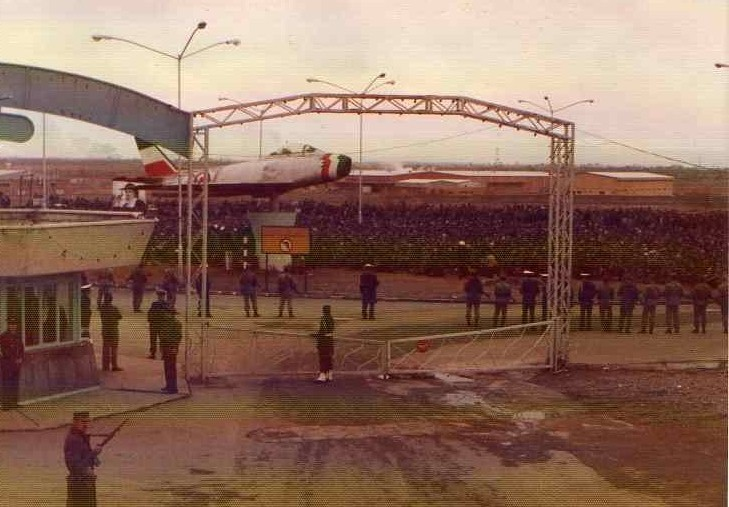
Протесты жителей Тебриза во время Исламской революции, 1979 год.

Этнические меньшинства сыграли особенно важную роль в Исламской революции в Иране по трём причинам. Во-первых, этнические меньшинства имели развитые сети связей между собой в разных местах по всему Ирану, что сделало их силой, которую было относительно легко мобилизовать для антирежимной деятельности революции. Во-вторых, этнические меньшинства были недовольны режимом Пехлеви, который подавлял их этническую культуру и предоставлял центру, где доминируют персы, преференции в экономической сфере. Наконец, у многих азербайджанских и курдских семей были родственники, которые были убиты или сосланы режимом после падения провинциальных правительств в 1946 году.
Азербайджанцы были одной из самых активных группировок, которые работали над свержением режима Пехлеви в Иране, а Тебриз был одним из центров революционной деятельности. Большинство азербайджанцев, поддержавших революцию в Иране, ожидали, что она приведёт к демократизации, и, за исключением тех, кто выступал за версию исламского правительства Хомейни, большинство верило в то, что демократизация, если и не приведёт к полной культурной автономии, то хотя бы положит конец запрету на культуру и язык этнических меньшинств. Одним из факторов, способствовавших ранней широкой поддержке революции среди азербайджанцев, была их массовая миграция из деревень в крупные города азербайджанских провинций и в Тегеран в 1960-х и 1970-х годах. В то время наибольший процент мигрантов в городские центры Ирана прибыл из азербайджанских провинций, где высокий уровень рождаемости и отсутствие новых рабочих мест создавали избыточную рабочую силу. Многие из этих мигрантов жили в тяжёлых условиях в трущобах, примыкающих к Тегерану и Тебризу, в которых не было поддержки и ограничений традиционных деревень, которые они покинули. Дети, рождённые в трущобах, ещё больше отдалились от традиций родительского дома. В этих условиях мигранты были мобилизованы на революционную деятельность. Кроме того, в населённом преимущественно персами центре страны, многие азербайджанцы впервые столкнулись с обращением как с гражданами второго сорта и оскорблениями со стороны персов, что способствовало их отчуждению от режима. Государственная политика Пехлеви по экономической дискриминации периферии, и особенно Азербайджана, также как и подавление культуры этнических меньшинств способствовала поддержке революции среди азербайджанцев. Однако, хотя азербайджанцы составляли значительную часть революционных активистов, а Тебриз был центром антишахских демонстраций, азербайджанцев можно было найти в ядре режима Пехлеви.
К концу 1977 года антишахская деятельность стала напористой и открыто оппозиционной. Тебриз, и особенно его университет, был центром этой деятельности. Хотя большая часть этой деятельности была частью общего иранского революционного движения, её особая интенсивность в азербайджанских провинциях показывает, что их жители были особенно отчуждены от режима. Кроме того, многие азербайджанцы, участвовавшие в революции, протестовали на своем родном языке и призывали к коллективным этническим правам. Например, 28 ноября 1977 года участники демонстрации на базаре в Тебризе несли плакаты с антишахскими лозунгами и выкрикивали требования на азербайджанском языке. Многие жители у Тебризского базара выразили свою поддержку демонстрантам. Вслед за этим, 3 декабря 1977 года, группа учителей и работников образования устроила акцию протеста перед зданием Высшего управления образования в Тебризе. Среди их требований было освобождение из тюрьмы оппозиционных писателей и создание профессиональных союзов, которые защищали бы их интересы и права.

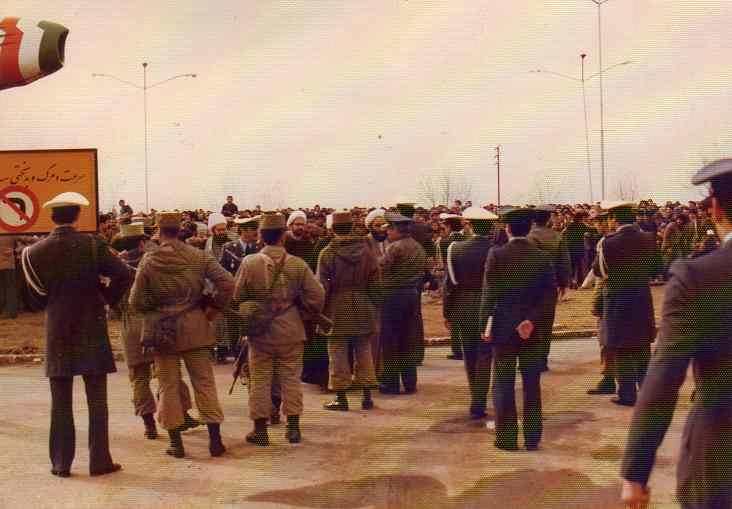
Переговоры с лидерами протестующих во время Исламской революции в Тебризе, 1979 год.

Тебриз, с самым большим азербайджанским населением в Иране, был центром революционной активности, которая ускорила падение режима Пехлеви. Азербайджанцы воспользовались ослаблением власти режима над их деятельностью, чтобы выразить этническую идентичность и выдвинуть требования, основанные на этнической принадлежности, и многие публикации появились на азербайджанском языке. Тебризский университет был центром наиболее агрессивной антиправительственной деятельности в этот период. Начиная с декабря 1977 года студенты подняли волну протестов против режима Пехлеви. 5 декабря студенты собрались у входа в университет и кричали по-азербайджански: «Мы требуем демократии!» и «Мы требуем свободы!». Студенты выбрали 12 декабря (21 Азара по иранскому календарю) для организации одной из своих самых важных демонстраций. Эта дата имеет важное значение для азербайджанцев, так как она служит напоминанием как о дне установления, так и дне падения Регионального Правительства Азербайджана в Иране в 1945—1946 годах соответственно. Несмотря на то, что большинство их лозунгов отстаивали общие цели иранцев, выбор даты демонстрирует их азербайджанское самосознание и важность, которую они придавали борьбе своих предшественников. Чувствительный к любым признакам этнической политической деятельности, режим Пехлеви написал в газете «Эттелаат», что демонстрация состоялась 19 декабря.
Антиправительственные демонстрации в Иранском Азербайджане не ограничились Тебризом. В феврале 1978 года студенты провели ряд демонстраций в Университете Резайе (Урмия). В течение 1978—1979 годов азербайджанские ашуги часто появлялись в автобусах в Иране, пропагандируя революцию своими стихами. В Тебризе деятельность против шахского режима вступила в новую фазу 18 февраля 1978 года. В ответ на убийство примерно 162 демонстрантов в Куме 9 января, аятолла Шариатмадари призвал население Ирана к забастовке на сороковой день траура по жертвам. Демонстрации были проведены по всей стране, но протест в Тебризе был наиболее ожесточенным и сопровождался насилием. За инцидентами в Тебризе последовала череда волнений по всему Ирану, которая усиливались, поднимая уровень конфронтации с режимом Пехлеви.

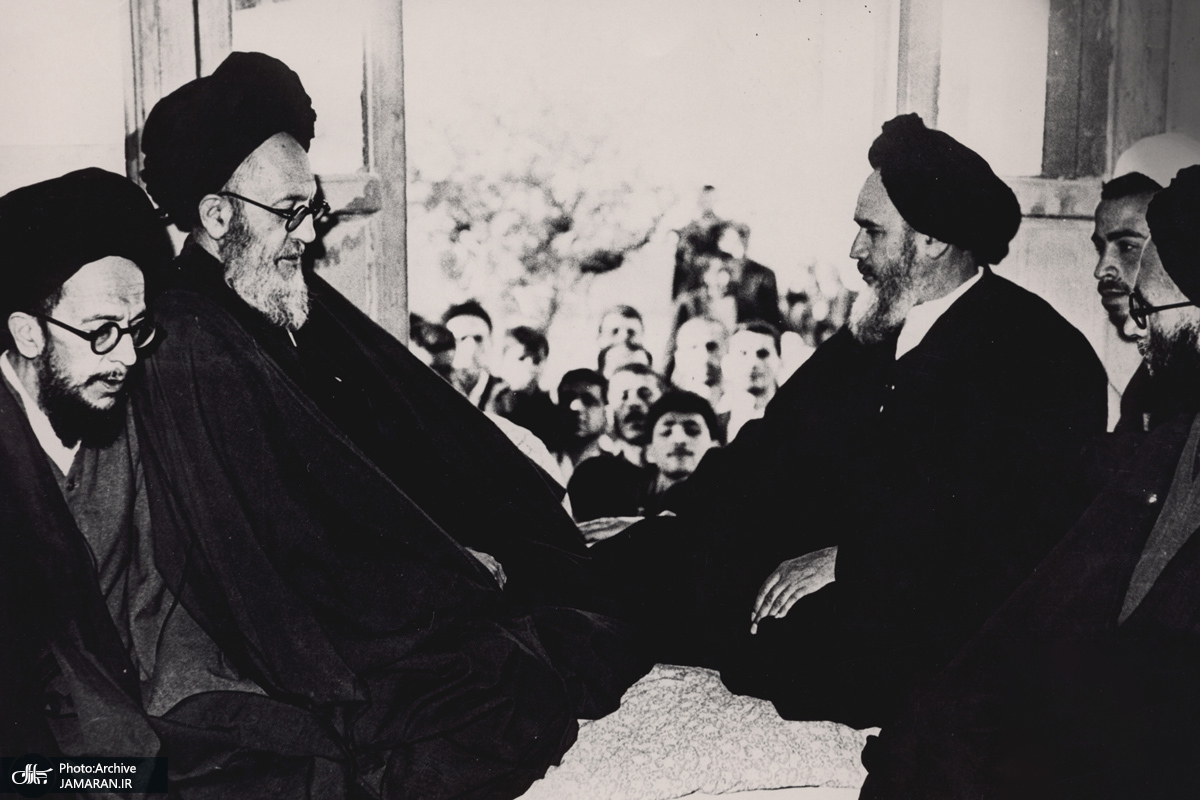
Аятолла Мохаммед Казем Шариатмадари с аятоллами Мусави-Тебризи, Хусейн и Хомейни, 6 апреля 1962 года

Во время инцидентов в Тебризе местная полиция отказалась стрелять по демонстрантам, поэтому шах перебросил вооруженные силы из-за пределов азербайджанских провинций для подавления демонстраций. Предположительно, это в основном азербайджанцы. После беспорядков сотрудники местной полиции, отказавшиеся отдать приказ открыть огонь по демонстрантам, были переброшены из Азербайджана. В местных рядах сил безопасности САВАК была проведена чистка, поскольку ряд ее членов не желали выступать против демонстрантов в Тебризе. Демонстрация вскоре переросла в восстание, и город был парализован забастовками фабрик, базаров и школ. Демонстранты, разгневанные убийством одного из протестующих, напали на собственность по всему городу. Представители разных слоев населения Азербайджана участвовали в инцидентах в Тебризе, где прозвучали призывы «Смерть шаху!», которые были слышны впервые. Лозунги демонстрации отражают различные цели и формы идентичности, преобладающие среди азербайджанцев в то время. С одной стороны, люди откликнулись на призыв религиозного руководства к демонстрации, и многие из их лозунгов были происламскими. Тем не менее, многие другие лозунги призывали к демократизации, и даже левые организации, такие как Муджахедин Халг, играли особенно активную роль. Большинство лозунгов было озвучено на азербайджанском языке, демонстрируя цель культурного самовыражения и центральную роль азербайджанского языка для народа. Режим ответил на восстание в Тебризе массовыми репрессиями и арестами. На подавление столкновений силам безопасности потребовалось два полных дня, сотни людей погибли или были ранены. Шах обвинил этнический сепаратизм как фактор в демонстрациях. Он добавил, что «в некоторых географических регионах нет альтернативы, кроме шовинизма. Иран — один из таких регионов; в противном случае вы бы исчезли, и ваше имя было бы больше не Иран, а Иранистан». Демонстрация в Тебризе положила начало сорокадневному циклу подобных мероприятий по всему Ирану в ознаменование «Тебризской резни». После восстания в Тебризе антишахская активность вспыхнула по всему Ирану. Это было одним из катализаторов, разрушивших контроль над режимом Пехлеви. В Тегеране азербайджанские базаари сыграли важную роль в организации забастовки на базаре в знак протеста против убийств в Куме. Азербайджанцы опубликовали заявление в поддержку забастовки, игнорируя указания аятоллы Хонсари, самого высокопоставленного религиозного лидера Тегерана в то время, который возражал против такой акции. Однако главный этнический азербайджанец аятолла Шариатмадари призвал к протесту.
13 апреля 1978 года главный муниципальный базар в Тебризе закрылся в знак солидарности с демонстрацией студентов Тебризского университета, где был убит студент. 8 мая в университете прошла очередная демонстрация, в ходе которой в столкновениях с силами безопасности был убит ещё один студент, а 22 получили серьёзные ранения. Большинство преподавателей и сотрудников университета поддержали студенческие протесты. Многие азербайджанцы пришли в ярость во время траура. 10 мая 1978 года правительственные силы нарушили традиционно уважаемое право на убежище в домах религиозных лидеров. Они преследовали группу протестующих и застрелили двух студентов-теологов в доме аятоллы Шариатмадари в Куме. Одна из крупнейших демонстраций революции прошла 10 декабря в Тебризе; в этой демонстрации участвовало 700 000 человек. В тот же день крупные демонстрации прошли также в Ардебиле и Зенджане. 18 декабря в Тебризе к демонстрации, в которой приняли участие 15 000 протестующих, присоединились солдаты Тебризского гарнизона, чья работа заключалась в подавлении демонстраций. Затем к демонстрациям присоединились дополнительные солдаты. 8 января 1979 года в Тебризе вспыхнули жестокие демонстрации, демонстранты подожгли многие общественные здания.
22 мая студенческая демонстрация в Урмии перекинулась на улицы города. 24 августа в Тебризе прошла массовая демонстрация, одновременно с протестами в Тегеране и Реште. 1 октября по всему Ирану прошли массовые митинги, в том числе в Урмии, Зенджане и Хамадане, городах с большим азербайджанским населением. 21 октября в Тебризе и Ардебиле прошли демонстрации с требованием освобождения политических заключенных. Одна из крупнейших демонстраций революции прошла 10 декабря в Тебризе, в которой участвовало 700 000 человек. В тот же день крупные демонстрации прошли также в Ардебиле и Зенджане. В демонстрации 18 декабря в Тебризе, в которой приняли участие 15 000 протестующих, к ним присоединились солдаты Тебризского гарнизона, чья работа заключалась в подавлении демонстраций. Затем к демонстрациям присоединились дополнительные солдаты. 8 января 1979 года в Тебризе вспыхнули жестокие демонстрации, демонстранты подожгли многие общественные здания. Шах Мохаммед Реза Пехлеви покинул страну 16 января.
| |  |  |  |  |
| Слева направо: аятолла Хусейн Мусави-Тебризи, Абулгасым Хойи, Али Хаменеи, Садек Халхали и первый премьер-министр Исламской республики Мехди Базарган |  |  |  |  |

На следующий день азербайджанские активисты сразу же начали издавать первую азербайджаноязычную газету того периода «Ulduz» (в газете также были статьи на персидском языке). Авторы призвали в «Ulduz» к предоставлению этнических прав, в частности права использовать азербайджанский язык, наряду с общими иранскими целями. Быстрая публикация «Ulduz» доказывает, что требования по этническому признаку существовали и раньше, и что многие азербайджанцы считали, что революция предоставит им культурную свободу. Действия и выражения азербайджанцев в начальный период после возвращения аятоллы Хомейни и официального учреждения Исламской Республики раскрывают разнообразие их идентичностей. Азербайджанские лидеры Исламской Республики придерживались основной иранской и исламской идентичности, тогда как лидеры движения за либеральную демократию в Иране и левых движений выражали как иранскую идентичность, так и классовую идентичность, в то время как многие также придерживались партикулярной азербайджанской идентичности. Те, кто участвовал в азербайджанских движениях за автономию, обычно обладали как азербайджанской, так и иранской идентичностью, и считали, что демократизация в Иране обеспечит автономию. Они боролись за демократию по всему Ирану, полагая, что это приведёт к автономии Азербайджана. Лозунги исламской революции о равенстве между всеми этническими группами и её упор на универсализм ислама заставили многих представителей этнических меньшинств поверить в то, что они будут на равных с персами при новом режиме. Режим шаха ассоциировался с персидской политикой и жестким подавлением различных этнических меньшинств; новый режим ненавидел политику Пехлеви, поэтому многие члены этнических меньшинств были вынуждены поверить в то, что он отменит эту политику. Первоначальный авангард Исламской Республики состоял из значительного числа азербайджанцев, которые, казалось, разделяли в первую очередь исламскую и иранскую идентичность. В эту группу входили аятоллы Мусави-Тебризи, Хойи, Хаменеи и Халхали, а также первый премьер-министр Исламской республики Мехди Базарган, назначенный Хомейни. Существование этой группы и их преобладающая роль в революции указывает на то, что значительная часть азербайджанского населения придерживалась в основном исламской и иранской идентичности. Тем не менее, многие члены этой группы сыграли важную роль в формировании азербайджанской идентичности. Азербайджанские представители духовной элиты, такие как Мусави-Ардебели и Халхали, использовали азербайджанский язык публично и в интервью Тебризской прессе. По мнению многих азербайджанцев, которые были в Иране в этот период, это был важный фактор, сделавший приемлемым использование неперсидских языков в общественных местах, и привил им чувство гордости и легитимность использования их языка; это было резким контрастом с отношениями в период Пехлеви. Кроме того, некоторые священнослужители азербайджанского происхождения открыто осудили унизительные оскорбления, обычно используемые в отношении азербайджанского населения в Иране. Революция привела к власти многих провинциальных священнослужителей второго ранга. Более того, представители нового режима хотели общаться с азербайджанскими массами, многие из которых не знали персидского языка. Тем не менее их решение говорить публично на азербайджанском языке имело большое значение.
Когда в начальный революционный период в азербайджанских провинциях возникали проблемы, азербайджанских священнослужителей обычно отправляли представлять режим или обращаться к жителям от имени режима из-за их особой связи с местом своего рождения и их способности говорить по-азербайджански. Премьер-министр Базарган был азербайджанцем по происхождению, но был воспитан как говорящий на персидском языке и большую часть своей карьеры провел, работая над общими иранскими проблемами. Однако Базарган проиллюстрировал свою поддержку культурных прав этнических меньшинств в Иране на митинге 25 марта 1979 года в Тебризе и извинился за свое обращение на персидском языке: «Я бы хотел — и это было бы более подходящим — чтобы говорили на тюркском языке». Базарган не был против предоставления ограниченной формы автономии провинциям, включая местное самоуправление и контроль над школами. Он заявил, что местные права, предоставленные Исламской республике, выходят далеко за рамки прав, предоставленных режимом Пехлеви.
Как и в прошлом, члены этнических групп были склонны подражать мнениям аятолл, принадлежащих к этническим группам, и принимать их. В революционный период многие традиционные и светские азербайджанцы очень уважали аятоллу Казема Шариатмадари. Аятолла Шариатмадари не был частью нового режима и не стремился занимать политическую позицию в Исламской республике. Он считал, что священнослужители не должны становиться профессиональными политиками, а должны давать им советы и помогать. Спор о желаемой роли клерикалов в политике и степени централизации режима был основным вопросом, разделявшим аятоллу Шариатмадари и аятоллу Хомейни. Очевидно, что на противодействие Шариатмадари централизации режима в Иране повлияло его происхождение как азербайджанца, который провел большую часть своей жизни в азербайджанской провинции.

## Государственное переустройство

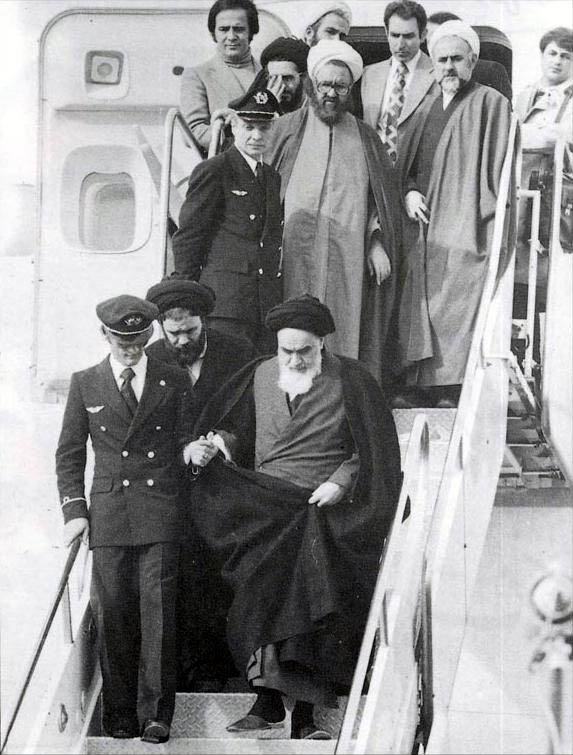
Аятолла Хомейни спускается по трапу в аэропорту Мехрабад, утро 1 февраля 1979

В стране провели референдум, следствием которого стало провозглашение 1 апреля 1979 года Исламской Республики Иран.
В декабре 1979 года приняли новую конституцию страны, в которой специально оговорили, что высшая власть в стране принадлежит духовенству в лице имама Хомейни (после его смерти — его преемнику), а гражданскую политическую власть осуществляют президент, меджлис и премьер.

## Последствия

### Внутриполитические последствия
Государственная, кооперативная и частная собственность — три сектора экономики новой республики. Вмешательство и влияние западных держав ликвидируются. Страна принципиально отвергает капитализм и коммунизм и противопоставляет им собственный, «исламский» путь развития. Что это означает практически — не вполне ясно. Известно лишь, что развитие страны по тому пути, который был избран для неё шахом, приостановилось. Капиталистический свободный рынок продолжает существовать, как существует и мощнейший, созданный ещё усилиями шаха, государственный сектор в экономике. Но в условиях резко обострившегося противостояния Ирана вначале чуть ли не всему миру, затем в основном странам Запада (в первую очередь — США) говорить о продолжающемся развитии капиталистических связей приходится с осторожностью и оговорками. Если они и продолжали существовать и более или менее активно развиваться, так только в тех сферах, которые были жизненно необходимы для страны — в реализации иранской нефти и в закупках оружия, которое требовалось для войны.

### Внешнеполитические последствия
Революция встревожила соседние страны со значительным шиитским населением, так как их власти не всегда безосновательно боялись экспорта исламской революции. Уже в декабре 1979 года шииты Саудовской Аравии провели демонстрации в Ашуру. Тегеран иногда поддерживал экспорт революции. Например, в Иране был создан «Исламский фронт освобождения Бахрейна», который провёл в том же 1979 году демонстрации у себя на родине. В 1979 году в Бахрейн отправили представителя Хомейни Хади аль-Мударриси и аятолла Садек Роухани, которые два месяца произносили проповеди, в которых Роухани призывал к аннексии Бахрейна. Оба были выдворены из страны. Тем не менее, поддержка официального Тегерана экспорту исламских революций была очень осторожной и сдержанной. Например, когда в декабре 1981 года в Бахрейне была проведена попытка вооружённого переворота под руководством Исламского фронта освобождения Бахрейна, призывавшего к присоединению страны к Ирану, среди 73 диверсантов, арестованных властями, не было ни одного иранского гражданина. Тегеран решительно отрицал свою причастность к этим событиям. Тем не менее, в 1981 году Бахрейн разорвал отношения с Ираном. В 1990-е годы не раз в Бахрейне вспыхивали шиитские волнения, в подготовке которых местные власти обвиняли Иран. В Кувейте зять Хомейни Аббас ал-Мухри стал представителем Тегерана и в 1979 году создал организацию «Арабские революционные бригады», после чего в том же году был лишён кувейтского гражданства и выслан из страны.
Опасаясь экспорта исламской революции в Ирак, где большинство населения, как и в Иране, составляли шииты, президент Ирака Саддам Хусейн в сентябре 1980 года начал вторжение в Иран, что привело к ирано-иракской войне, продолжавшейся до 1988 года.

### Исламская культурная революция
Задача формирования исламского режима и обеспечения его живучести поставила шиитских богословов перед необходимостью подчинить своей воле сознание народа. Месяцы борьбы за свержение монархии показали, что народные массы и так стали послушным орудием в руках шиитских лидеров в условиях политического подъёма. После свержения монархии, когда стал формироваться исламский режим и когда начались будни, не предвещавшие лёгкой жизни властям предержащим, задача подчинения сознания масс воле духовенства встала по-новому: оказалось необходимым обеспечить постоянное воспроизводство послушания. Средством решения этой задачи шиитские богословы избрали исламизацию всех сфер духовной жизни и быта общества на всех его уровнях путём проведения так называемой культурной революции. Намечено было фронтальное наступление исламской «массовой культуры», изобилующей атрибутами исламского средневековья.
Масштабы поставленной задачи были таковы, что для её решения требовалось создание новых исламских институтов, формирование системы общественных организаций и государственных органов, которые своей деятельностью должны были обеспечить воспроизводство послушания.
Сознавая, что в стране имеются силы, не приемлющие их господства, шиитские богословы включили в программу «культурной революции» не только созидание, но и разрушение. Важнейшим объектом, который надлежало, по их мнению, разрушить, чтобы затем воссоздать его заново, была система высшего образования как средоточие сил — в лице подавляющего большинства студентов и профессорско-преподавательского состава, — противостоявших исламскому режиму. Не случайно началом «исламской культурной революции» считается 5 июня 1980 г., когда были закрыты на неопределённый срок все высшие учебные заведения страны, хотя официально Хомейни дал указание о её проведении с 12 июня; в этот же день он объявил о создании штаба «культурной революции», в который, в частности, вошли теоретик ПИР ходжат оль-эслам Бахонар, министр высшего образования Хасан Хабиби, бывший министр культуры Али Шариатмадари, журналист Шамс Ахмад. В него были включены и лица, связанные с КСИР, — К. Соруш и Р. Амлаши.
Для проведения «культурной революции» шиитская элита использовала не только традиционные исламские институты: мечети, медресе, шиитские центры паломничества, но и вновь созданные «революционные» органы. Штаб «культурной революции» располагал боевыми силами КСИР (насчитывавшего в середине 1980 г. около 200 тыс. человек), готовыми в нужный момент подавить беспорядки, которые могли возникнуть из-за мер, предусмотренных «культурной революцией». Штабу помогал образованный в этот период «Созидательный джихад», выполнявший одновременно боевые, пропагандистские и экономические функции по всей стране. В число «революционных» органов вошли многочисленные «революционные комитеты», «революционные трибуналы» и «координационные комитеты», осуществлявшие проведение «культурной революции».
«Культурная революция» предусматривала основательное перетряхивание государственного аппарата «во имя очищения страны от развращающего западного и атеистического влияния». Хомейнисты призывали покончить с «врагами Бога», под которыми имели в виду буржуазных либералов и левые силы.
С особой ненавистью они относились к профессорско-преподавательскому составу и студентам университетов, а также к интеллигенции, получившей образование на Западе. Выступление Хомейни, назвавшего университеты «центрами разврата», которые плодили левых экстремистов и коммунистов, а также являлись скопищем людей, находившихся на службе у империалистов, его призыв организовать «подлинные исламские учебные центры» — все это было воспринято Бехешти, Бахонаром и Раджаи как сигнал к началу проведения на практике «культурной революции». Из высших учебных заведений изгонялись сотни людей. Только из Тегеранского университета было уволено 389 профессоров, преподавателей и сотрудников; всем им было предъявлено стандартное обвинение в сотрудничестве с шахским режимом и САВАК. В общей сложности в июне 1980 г. из высших учебных заведений были изгнаны 20 тыс. студентов и 2 тыс. преподавателей. 20 июня 1980 г. начались жестокие уличные столкновения между муллами и пасдарами с одной стороны и не желавшими закрытия университетов студентами и преподавателями — с другой. В результате столкновений были арестованы, ранены и убиты сотни студентов.
Выступивший 9 июня 1980 г. в Тегеранском университете президент Банисадр осудил закрытие университетов и те силы, которые «пытались подменить моральное воздействие грубым насилием», создав атмосферу «напряженности и террора». По его мнению, закрытие университетов на длительный срок могло привести к тому, что Ирану придётся импортировать специалистов.
«Культурная революция» распространилась и на средства массовой информации: прессу, радио, телевидение и кино. Хомейни потребовал изменить содержание деятельности средств массовой информации, нанесшей во времена шаха, как он считал, наибольший ущерб исламу. Он приказал вести борьбу с теми, кто преклонялся перед Западом, и заменить их «стопроцентными мусульманами». Почти все сотрудники газет «Эттелаат» и «Кейхан» были уволены. Для работников радио и телевидения он наметил молодёжную программу, пропагандирующую исламский образ правления, беседы об «империалистической» политике «сверхдержав», проведение диспутов в области политики, экономики и культуры для укрепления мусульманского единства и выработки практического пути решения злободневных вопросов.
Были запрещены: демонстрация иностранных фильмов, хранение и продажа видеокассет, иностранных кинолент с развлекательными программами. Для контроля над средствами массовой информации было образовано Бюро по борьбе с непристойностями, которое возглавил аятолла Гиляни, снискавший сомнительную славу своими передачами по телевидению о предписаниях шариата, над которыми потешалась вся иранская интеллигенция. В результате налёта погромщиков из «Хезболла», организованного Гиляни, было опечатано восемь крупных магазинов, торговавших телезаписями, уничтожено много кинолент и видеокассет. Была разрешена продажа записей только религиозного характера.
«Культурная революция» коснулась также начальных и средних школ. Они не были закрыты, но главными предметами в них стали учение ислама (главным образом, в его шиитском варианте), Коран и шариат, а в старших классах — фикх (теория мусульманского права). Большое внимание в начальных и средних школах стало уделяться военному делу. Началось переиздание всех школьных учебников по гуманитарным предметам. Вся европейская история в учебниках была заменена историей стран мусульманского региона, в первую очередь, Ирана, в том числе, в новейшее время. В учебнике по истории Ирана, в разделе, посвящённом национально-освободительному движению, о духовенстве говорилось как о главной силе этого движения в борьбе с английским «империализмом» и русским царизмом в новое время и с американским «империализмом» — в новейшее время.
Культ Хомейни стал господствовать в учебниках по гуманитарным предметам. Первые страницы учебника по литературе для 6-го класса были отданы революционной тематике и песням, обязательно с прославлением личности Хомейни: «О Хомейни! Ты — отражение света Бога!». В одной песне говорилось о Хомейни как о спасителе угнетённых народов, в другой — о наказаниях, которые ждут предателя-шаха и Америку. Полностью была предана забвению классическая иранская поэзия средневековья, игнорировались имена современных иранских поэтов и прозаиков. Имя великого поэта Фирдоуси, писавшего о доисламском Иране, запрещено было даже произносить. Мешхедский университет, названный его именем при шахе, был переименован.
Проведение «культурной революции» особенно тяжело отразилось на положении женщин. Ещё с мая 1980 г. меджлис, ПИР, КСИР и другие организации усилили контроль над выполнением женщинами всех предписаний шариата: обязательного ношения чадры или платка-хиджаба, ограничения профессий, раздельного обучения, запрещения разводов по инициативе женщины, введения вновь многожёнства и временного брака «сиге». Телесные наказания по шариату за воровство, употребление спиртного и смертная казнь за измену родине, шпионаж, супружескую неверность и наркоманию были распространены на женщин. В мае 1980 г. в тюрьме Эвин была расстреляна 58-летняя Фаррохру Парса только за то, что при шахе она была министром просвещения.
Особенно строго контроль над выполнением женщинами предписаний шариата осуществляли члены КСИР и «Хезболла». Нередко женщин, осмелившихся выйти на улицу без чадры или хиджаба, они забивали камнями насмерть. По личному указанию аятоллы Монтазери пасдарам было разрешено принуждать к сожительству женщин, обвинённых в борьбе против режима, поскольку по мусульманским законам они считаются военнопленными и рассматриваются как добыча «правоверных» мусульман.
Положение, в которое была поставлена женщина в ходе «культурной революции», вопиющее само по себе, оказалось в глубоком противоречии с тем, что зафиксировано в конституции: отмечая, что государство обязано гарантировать права женщин во всех областях, соблюдая при этом положения ислама, конституция возлагает на государство, прежде всего, обеспечение благоприятных условий для развития личности женщины и возрождения её материальных и моральных прав.
Во время «культурной революции» особенно усердствовал аятолла Хальхали. Под видом борьбы с наркоманией, супружеской неверностью, шпионажем, изменой родине он без суда и следствия приговаривал к тюремному заключению сотни невинных людей, подвергал их пыткам и предавал казни. Во время одной из облав, организованных по настоянию Хальхали на тегеранском ипподроме, который он назвал «гнездом шпионажа и проституции», было арестовано 3 тыс. человек; по его указанию ипподром был превращён в «центр перевоспитания иранцев». Он присутствовал при пытках и казнях, считая, что для расправы с врагами «все средства хороши». Поскольку вся доисламская цивилизация Ирана была объявлена «несуществующей», Хальхали взялся за уничтожение памятников материальной культуры, созданных до VII в. Хомейни и Бехешти, поручив карательные функции Хальхали, «забыли», что продолжительное время этот человек проходил курс лечения в психиатрической больнице.
Проведение «культурной революции» вызвало усиление роли мечетей как главных политических и пропагандистских центров. Обязательный публичный намаз по пятницам сделал мечети местом регулярных встреч населения с предстоятелями пятничных молитв и муллами, которые информировали народ о предписаниях Хомейни, внутренней обстановке и событиях, происходивших в других мусульманских странах. Муллы консультировали прихожан по житейским и религиозным вопросам, следили, чтобы они вносили вовремя религиозный налог, выполняли предписания шариата и участвовали в совместной молитве. В Тегеране имамом-джоме был назначен член руководства ПИР ходжат оль-эслам Бахонар, а в Куме — аятолла Монтазери, родственник и личный представитель Хомейни. Это было сделано вопреки желанию общины Кума, где до 23 мая 1980 г. имамом-джоме был аятолла Али Араки. Замена была преподнесена общественности как исполнение желания самого Араки, ссылавшегося на недомогание и преклонный возраст.
Ещё более увеличилось административное значение мечетей: муллы мечетей координировали проведение демонстраций, которые были направлены против США, Израиля и внутренней оппозиции; демонстрации носили не стихийный, как хотели показать шиитские лидеры, а вполне организованный характер. Демонстранты скандировали лозунги вслед за муллами. Хомейни призвал население, в первую очередь, молодёжь, сохранять мечети как опору и «источник революции», указав, что между мечетью и образованной молодёжью (то есть студентами) противоречий нет.
В конце июня 1980 г. власти закрыли ряд газет, журналов, театров, кинотеатров, ресторанов западного типа, а также женских парикмахерских, в которых работали мужчины.

### Репрессии и сопротивление
Для борьбы с инакомыслящими или молчаливо протестующими против исламского режима применялись разные способы. Шиитская верхушка пыталась заставить их не просто смириться, но активно участвовать в упрочнении режима.
15 февраля 1979 года были казнены четыре шахских генерала — Нематолла Насири (экс-директор САВАК), Манучехр Хосроудад (командующий ВВС), Мехди Рахими (военный комендант и начальник полиции Тегерана), Реза Наджи (военный губернатор Исфахана). Уже к 28 февраля Хомейни лично распорядился судить всех тех военнослужащих, кто был близок к шаху и в какой-то мере выступил против «революционного» движения. В течение двух месяцев были расстреляны ещё 27 военачальников и высокопоставленных чиновников, в том числе генералы Надер Джаханбани, Хасан Пакраван, Насер Могадам, Амир Хосейн Рабии, Али Нешат, бывший премьер-министр Ирана Амир Аббас Ховейда, бывший министр иностранных дел Аббас-Али Халатбари, бывший мэр Тегерана Голям Реза Никпей.
Вскоре начались и репрессии против офицеров. По официальным данным, за первые восемь месяцев после революции были казнены 250 офицеров. Многих офицеров после скорого суда вешали на деревьях в удалённых рощах и оазисах. Радикальные группировки только за два послереволюционных месяца убили более 20 тыс. так называемых «монархистов» (кадровых военнослужащих иранской армии и сотрудников САВАК).
По причине своей религиозной принадлежности преследованиям после исламской революции подверглись бахаи. Более двухсот бахаи были убиты, сотни брошены в тюрьмы и тысячи лишились работы, имущества и возможности получать образование. В 1983 году все организации бахаи были запрещены; этот запрет действует до сих пор.
В 1982—1983 карательные органы исламской республики разгромили партию иранских коммунистов, несмотря на лояльность Туде к режиму Хомейни. Лидеры Туде во главе с Нуреддином Киянури обвинялись в шпионаже в пользу СССР и планировании государственного переворота, подверглись пыткам, прошли через процедуру публичных признаний и покаяний. Десятки партийных руководителей и активистов были приговорены к смертной казни и длительным срокам заключения.
Несмотря на репрессии, власти исламской республики длительное время не могли подавить вооружённое сопротивление радикальных антиклерикальных организаций — прежде всего ОМИН (лидер — Масуд Раджави) и Форкан (лидер — Акбар Гударзи). В эмиграции сторонники шаха во главе с генералом Овейси (командующий правительственными силами в «Чёрную пятницу») создали Иранское движение сопротивления, Армию освобождения Ирана; экс-премьер Али Амини — Фронт освобождения Ирана, экс-премьер Шапур Бахтияр — Национальное движение сопротивления Ирана. Бывший начальник генштаба шахской армии генерал Бахрам Арьяна возглавил монархическую вооружённую организацию Азадеган, его ближайшим сподвижником являлся последний командующий шахским флотом Камаль Хабиболлахи. Близ границ Ирана в Ираке и Турции были созданы базы антихомейнистских вооружённых формирований, внутри страны действовало вооружённое монархическое подполье. Крупной его акцией был так называемый заговор Ноже. Лидерами политэмиграции, наряду с генералом Овейси, выступали также дипломат Ардешир Захеди, последний шахский премьер Шапур Бахтияр и представитель либеральных кругов профессор Хушанг Нахаванди.

### Экономика
Революция привела к беспрецедентной нестабильности на нефтяных рынках.
Иранская нефтедобыча резко упала, временами почти до нуля. Если в 1977 году Иран добывал 7 млн баррелей нефти в день, то в первые месяцы после революции дневная добыча упала до 0,5 млн баррелей. Такое резкое падение серьёзно отразилось на мировых ценах на нефть: если с 1974 по 1978 гг. цена изменялась в пределах от 10,73 $ до 13,39 $ за баррель, то вскоре после революции цены спотового рынка в США достигли 28 $, что вдвое превышало официальную цену ОПЕК, составлявшую 13,34 $ за баррель.

## Участники событий
- Рухолла Хомейни — лидер Исламской революции, пробыл во главе государства до своей смерти в 1989 году. Похоронен на военно-мемориальном кладбище Бехеште-Захра.
- Абольхасан Банисадр — первый избранный президент Ирана, 21 июня 1981 года снят с должности, 22 июня бежал из страны. Оставшуюся жизнь провел во Франции.
- Али Хаменеи — ближайший соратник Хомейни, после революции — командующий Корпусом стражей, в 1981—1989 — президент, с 1989 года — высший руководитель Ирана.
- Акбар Хашеми-Рафсанджани — соратник Хомейни, основатель Исламской республиканской партии, первый председатель парламента Исламской республики. Президент Ирана в 1989—1997 годах.
- Садек Хальхали — сподвижник Хомейни, председатель Исламского революционного суда, организатор и проводник репрессий. Впоследствии отстранён от должности. Умер в 2003 году.
- Мехди Араги — бывший активист Федаинов ислама, после победы революции начальник тегеранской тюрьмы Каср. Убит боевиками Форкан.
- Мехди Базарган — первый премьер-министр переходного правительства. Ушёл в отставку 4 ноября 1979 года. Умер в Швейцарии в 1995 году.
- Садек Готбзаде — близкий соратник Хомейни в период его парижской эмиграции, директор телерадиокомпании в 1979, министр иностранных дел в 1979—1980. Обвинён в заговоре против Хомейни и казнён в 1982 году.
- Шапур Бахтияр — последний шахский премьер-министр, бежал во Францию в апреле 1979 года. Убит в Париже в 1991 году.
- Мохаммед Реза Пехлеви — последний шах, бежал 16 января 1979 года, умер в Каире в 1980 году.
- Реза Кир Пехлеви — сын Мохаммеда Резы Пехлеви, прямой наследник престола. Бежал в США в 1978 году.
- Голям Али Овейси — командующий шахской гвардией и сухопутными войсками, военный комендант Тегерана. Эмигрировал во Францию, был организатором вооружённого сопротивления исламской республике. Убит в Париже 7 февраля 1984 года.
- Нассер Могаддам — последний председатель шахской службы безопасности (САВАК). Расстрелян 11 апреля 1979 года.
- Хасан Пакраван — деятель имперских спецслужб. Расстрелян 11 апреля 1979 года.
- Нематолла Насири — деятель имперских спецслужб. Расстрелян 15 февраля 1979 года.
- Парвиз Сабети — деятель имперских спецслужб. Руководитель III-го департамента САВАК.
- Абдол Али Бадреи — последний командующий шахскими сухопутными войсками. Оказал вооружённое сопротивление победившей революции, убит в перестрелке 11 февраля 1979 года.
- Амир Хосейн Рабии — последний командующий шахскими ВВС, расстрелян 9 апреля 1979 года.
- Камаль Хабиболлахи — последний командующий шахскими ВМС. Эмигрировал во Францию, участвовал в вооружённом сопротивлении исламской республике. Скончался в США в 2016 году.
- Али Нешат — последний командующий шахской гвардией, расстрелян 11 апреля 1979 года.
- Фаррухру Парса — министр образования Ирана на момент революции. Расстреляна 8 мая 1980 года.
- Махмуд Джафариан — до августа 1978 заместитель директора Национального радио и телевидения, директор агентства Парс. Расстрелян 13 марта 1979 года.

## Исламская революция в искусстве
- Персеполис — полнометражный мультфильм, представление новейшей истории Ирана через судьбу свободолюбивой молодой женщины, увлечённой западной рок-музыкой и вынужденной покинуть страну.
- 1979[англ.] — роман Кристиана Крахта, в котором рассказывается о судьбе молодых европейцев, которые оказались в Иране во время исламской революции и стали её свидетелями
- Операция «Арго» — художественный фильм, в котором описывается захват американского посольства силами КСИР в Тегеране и действия ЦРУ по освобождению заложников.
- 1979 Revolution Черная пятница — Историческая игра, основанная на реальных событиях, которые когда-то происходили в Иране.
- Сентябрь в Ширазе — художественный фильм.
- Рушди С. Сатанинские стихи — роман, в котором в главе Айша метафорически рассказано об Имаме-эмигранте из восточного города Дэш, руководившем антимонархическим кровавым восстанием и пожинавшем его трагические плоды.
- Джеймс Клавелл (James Clavell) «Шамал» — роман, входящий в серию «Азиатская сага», рассказывает о семье Струанов. Действие происходит в Иране, во время исламской революции.